# Nsing Mandeng
Nsing Mandeng ou Nsingmadeng est un village de la commune de Massock-Songloulou; située dans le département de la Sanaga-Maritime et la région du Littoral au Cameroun. Il est situé sur la route de Songmbenguè vers Panda.

## Population
En 1967, Nsing Mandeng comptait 265 habitants, principalement Bassa.
Lors du recensement de 2005, 63 personnes y ont été dénombrées.